# ADAM9
La proteína 9 que contiene el dominio de desintegrina y metaloproteinasa es una enzima que en humanos está codificada por el gen ADAM9.

## Función
Este gen codifica un miembro de la familia ADAM (un dominio de desintegrina y metaloproteasa). Los miembros de esta familia son proteínas ancladas a la membrana estructuralmente relacionadas con las desintegrinas del veneno de serpiente. Están implicados en una variedad de procesos biológicos que involucran interacciones célula-célula y célula-matriz, incluida la fertilización, el desarrollo muscular y la neurogénesis. La proteína codificada por este gen interactúa con proteínas que contienen el dominio SH3, se une a la proteína 2 beta deficiente en detención mitótica y también participa en la eliminación del ectodominio inducido por el factor de crecimiento TPA similar a EGF de unión a heparina anclado a la membrana. Se han identificado dos variantes de empalme alternativas que codifican distintas isoformas.

## Interacciones
Se ha demostrado que ADAM9 interactúa con:
- MAD2L2,[6]
- SH3GL2,  y
- SNX9[7]